# Día de Aragón

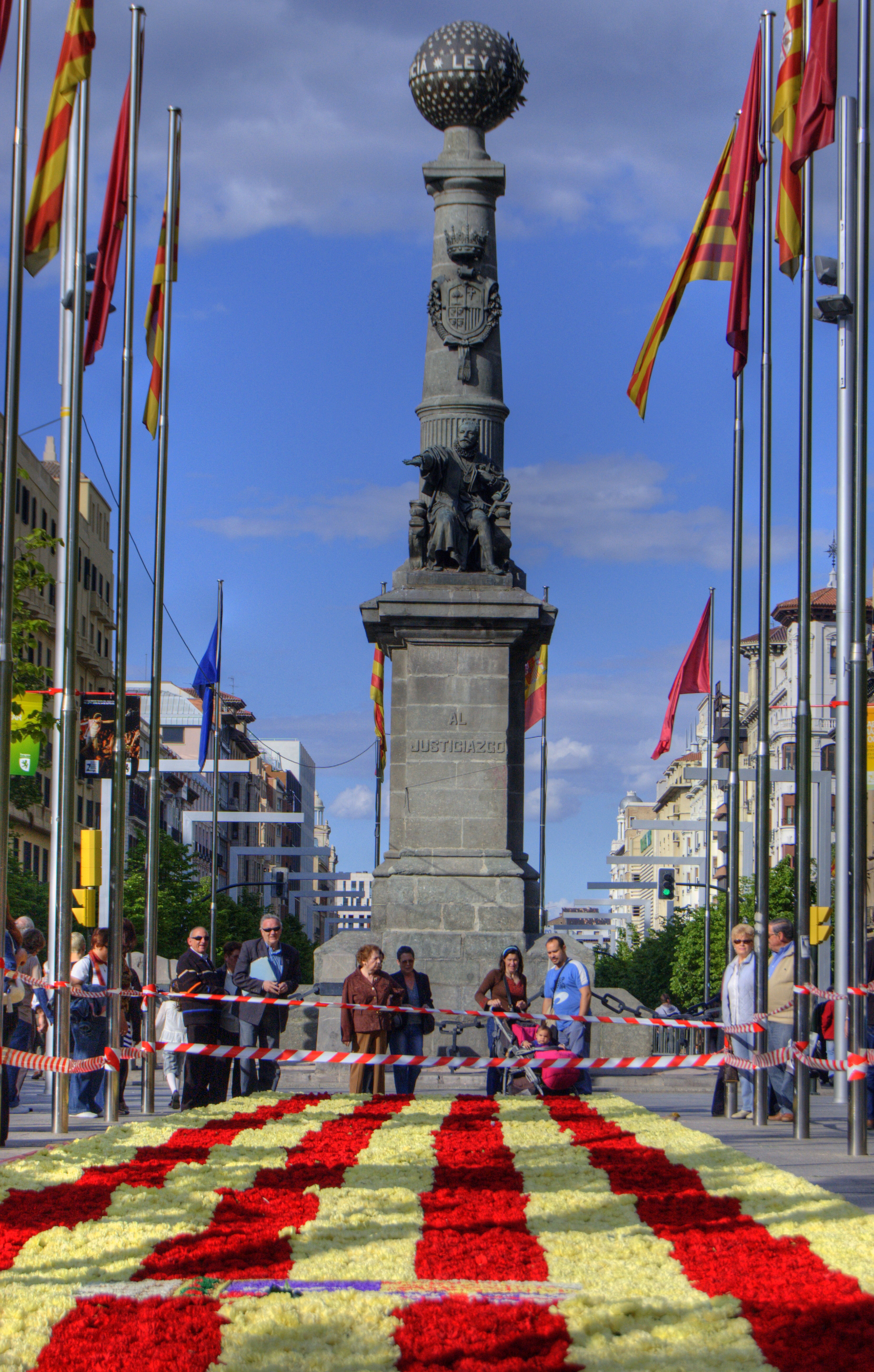
Plaza de Aragón en Zaragoza el día de San Jorge.

Oficialmente conocido como El Día de Aragón, se celebra el 23 de abril para homenajear a San Jorge como santo patrón del Reino de Aragón. La festividad fue declarada por las Cortes de Aragón en 1461 con el fin de ser un fiesta «perpetua, guardada, observada y celebrada solemnemente».  Su popularidad ha ido convirtiéndose en todo un Día Nacional de Aragón, del Orgullo Aragonés y todo lo que representa Aragón. La gente durante este día suelen colgar desde los balcones de sus casas la bandera de Aragón, portar camisetas con algún distintivo aragonés o comprar el tradicional postre conocido como "El Lanzón" [cita requerida].

## Historia
La relación de San Jorge con Aragón comienza en el año 1096, con la ayuda prestada por el santo al rey Pedro I de Aragón en la reconquista de la ciudad de Huesca en la batalla de Alcoraz
Este patrocinio se hizo oficial en el año 1461, cuando las Cortes de Calatayud convocadas por Juan II establecen la festividad por medio del siguiente fuero escrito en aragonés: 

E assimesmo ordenamos, que la fiesta del glorioso Martyr señor san Iorge, que caye a XXIII días de abril, sia en el dito Regno inviolablemente, e perpetua, guardada, observada e celebrada solemnement: assí como los días del Domingo e otras fiestas mandadas guardar. E todos los Prelados del dito Regno sian tenidos aquella mandar guardar e observar, jus aquellas penas mesmas que deven e son tenidos fazer observar e guardar los Domingos e otras fiestas

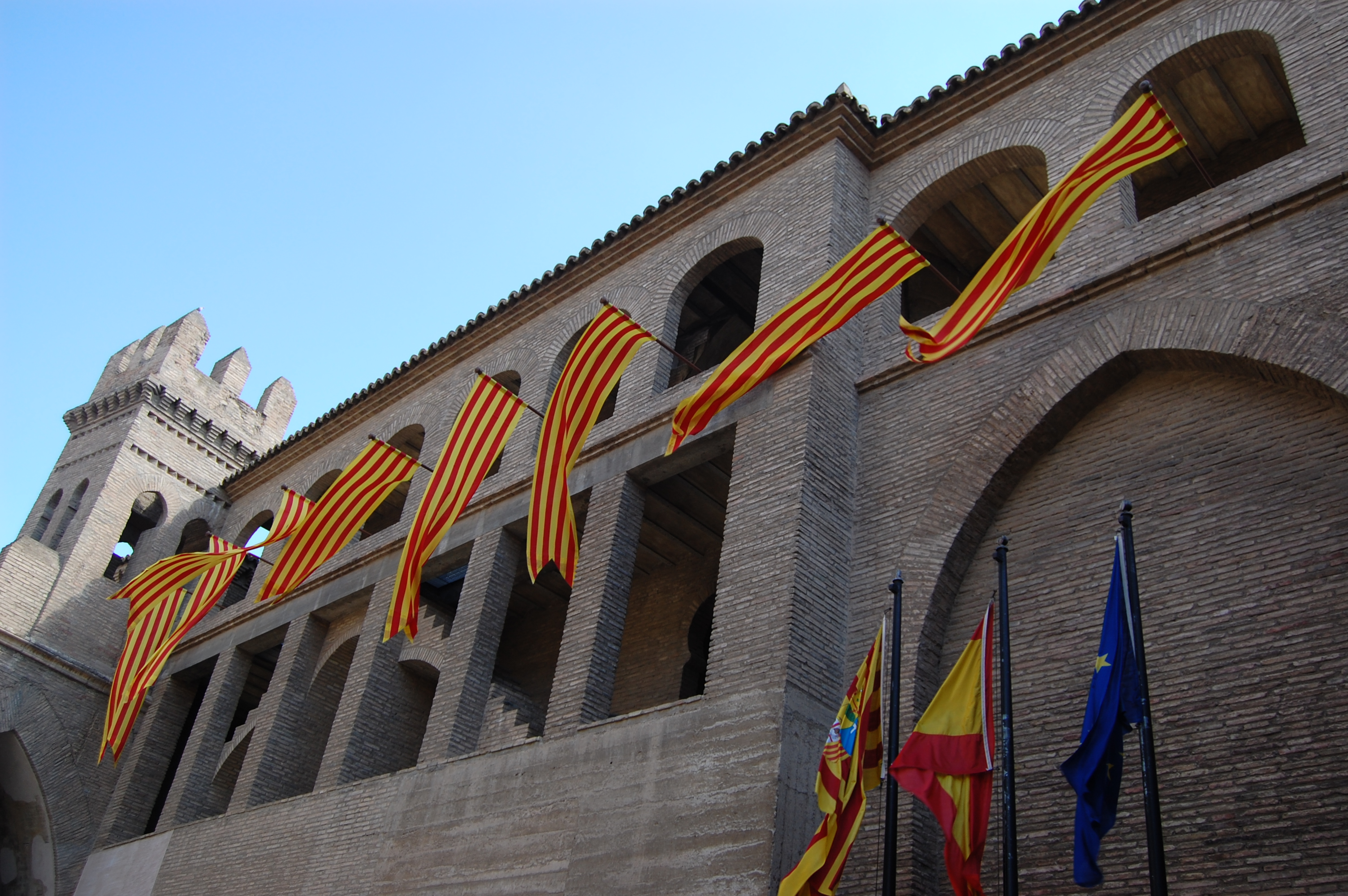
Banderas de Aragón en el Palacio de la Aljafería el día de San Jorge.

Un siglo después, en las Cortes de Monzón de 1564 se confirma el fuero estableciendo una multa de sesenta sueldos jaqueses a aquel que no guardase fiesta.
Después de la abolición de los fueros, no será hasta el día 10 de abril de 1978, exactamente un día después de la constitución de la Diputación General de Aragón como institución preautonomica, cuando sus consejeros aprueban, por unanimidad, declarar el 23 de abril como Día de Aragón con las siguientes palabras:

En atención al carácter tradicional e histórico que el día 23 de abril tiene para Aragón, por ser la festividad de nuestro señor San Jorge, se acuerda asimismo, por unanimidad de todos los señores Consejeros, declarar dicha fecha de cada año, oficialmente, "Día de
Aragón".
Boletín Oficial de la Diputación General de Aragón, n.º 2, 7 de junio de 1978.

La festividad de San Jorge como Día de Aragón adquiere el rango de Ley el 16 de abril de 1984, cuando se declara la fecha del 23 de abril festivo en todo Aragón. Finalmente en la reforma del Estatuto de Autonomía de Aragón del año 2007, aparece recogida esta fecha en el Artículo 3 .

## Actos

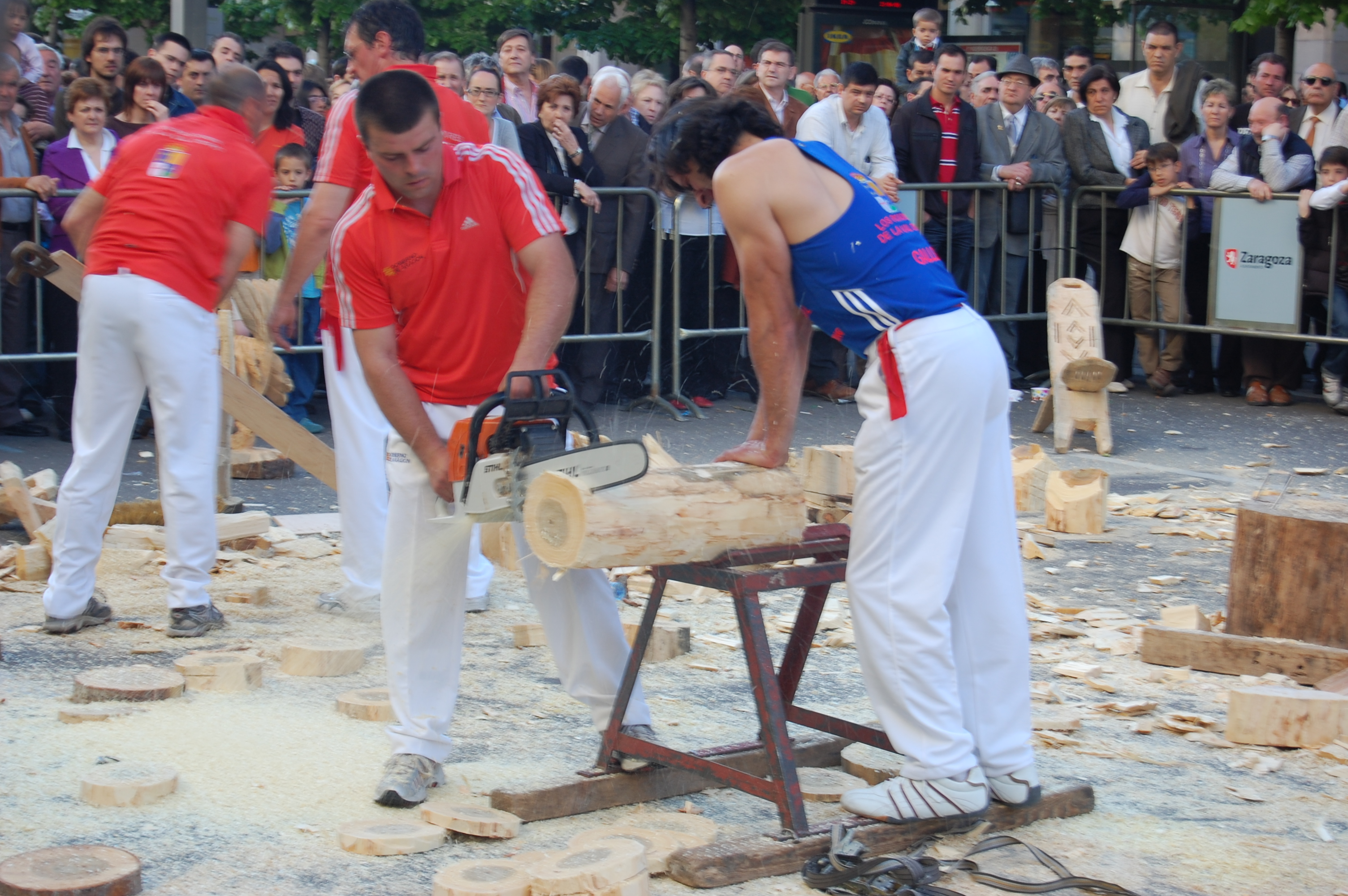
Los Picadores del Valle de Echo en el Paseo de la Independencia.

En el día de San Jorge se realizan diferentes actos institucionales por toda la geografía de Aragón, destacando algunos de los siguientes:
- Premios Aragón: Desde el año 1984 la Diputación General de Aragón otorga medallas y premios a diferentes personalidades aragonesas. Es el premio más importante que concede el Gobierno de Aragón.
- Se realizan actos institucionales en las tres capitales de provincia aragonesas, Zaragoza, Huesca y Teruel.
- En las calles de muchas ciudades y poblaciones aragonesas se hacen todo tipo de actuaciones musicales y culturales.
- En la plaza Aragón de Zaragoza frente a la estatua de Juan de Lanuza se compone una bandera de Aragón floral con la colaboración de los ciudadanos.
- Algunos años se aprovecha esta  fecha tan señalada para hacer manifestaciones, por ejemplo contra el trasvase del Ebro o para pedir un mayor autogobierno o más competencias para Aragón.